# الاگینسی
الاگینسی (به لاتین: Alaginci) یک منطقهٔ مسکونی در کرواسی است که در شهرستان پوژگا-اسلاونیا واقع شده‌است.

## خصوصیات
الاگینسی ۱۹۸ نفر جمعیت دارد و ۱۸۲ متر بالاتر از سطح دریا واقع شده‌است.